# Ale Tholus
L'Ale Tholus è una struttura geologica della superficie di Venere.